# For Those About to Rock We Salute You
For Those About to Rock We Salute You è l'ottavo album in studio del gruppo musicale australiano AC/DC, pubblicato il 23 novembre 1981 dalla Atlantic Records.

## Descrizione
Il titolo riprende la frase latina che tradizionalmente si ritiene i gladiatori indirizzassero all'imperatore prima dell'inizio dei giochi nell'arena, ovvero Morituri te salutant. La frase, traducibile in inglese con Those about to DIE salute you, è stata trasformata dagli AC/DC in For those about to rock - we salute you" e si traduce in italiano con "A coloro che stanno per fare rock - noi vi salutiamo". La title track è famosa per i cannoni che sparano nella canzone e che nei concerti formano delle scenografie spettacolari.
L'album raggiunse la prima posizione nella Billboard 200 per tre settimane, la terza in Australia, la quinta in Italia, la sesta in Norvegia e Nuova Zelanda, la settima in Austria e la nona in Svezia.

## Tracce
Testi e musiche di Angus Young, Malcolm Young e Brian Johnson.
1. For Those About to Rock (We Salute You) – 5:44
2. Put the Finger on You – 3:26
3. Let's Get It Up – 3:54
4. Inject the Venom – 3:31
5. Snowballed – 3:23
6. Evil Walks – 4:24
7. C.O.D. – 3:19
8. Breaking the Rules – 4:23
9. Night of the Long Knives – 3:26
10. Spellbound – 4:30

## Formazione
- Brian Johnson – voce
- Angus Young – chitarra solista
- Malcolm Young – chitarra ritmica
- Cliff Williams – basso
- Phil Rudd – batteria

## Classifiche

### Classifiche settimanali
| Classifica (1981-2022) | Posizione massima |
| ---------------------- | ----------------- |
| Australia              | 3                 |
| Austria                | 7                 |
| Canada                 | 4                 |
| Finlandia              | 19                |
| Francia                | 1                 |
| Germania               | 2                 |
| Grecia                 | 30                |
| Italia                 | 5                 |
| Norvegia               | 6                 |
| Nuova Zelanda          | 6                 |
| Paesi Bassi            | 22                |
| Regno Unito            | 3                 |
| Repubblica Ceca        | 40                |
| Spagna                 | 6                 |
| Stati Uniti            | 1                 |
| Svezia                 | 9                 |
| Svizzera               | 10                |

### Classifiche di fine anno
| Classifica (1981) | Posizione |
| ----------------- | --------- |
| Francia           | 27        |
| Regno Unito       | 64        |
| Classifica (1982) | Posizione |
| Australia         | 37        |
| Austria           | 20        |
| Canada            | 34        |
| Germania          | 30        |
| Italia            | 47        |
| Stati Uniti       | 43        |